# Crossorhombus valderostratus
Crossorhombus valderostratus es una especie de pez de la familia Bothidae en el orden de los Pleuronectiformes.

## Hábitat
Es un pez de mar.

## Morfología
• Pueden llegar alcanzar los 14 cm de longitud total.

## Distribución geográfica
Se encuentra desde las  costas de Durban (Sudáfrica) hasta las de Sri Lanka y India. También en las Filipinas.